# NFP Neue Film Produktion
Die NFP Neue Film Produktion GmbH (Eigenschreibweise  NFP neue film produktion bzw. NFP*) ist eine im Jahr 1956 von Franz Thies in Wiesbaden gegründete deutsche Filmproduktionsfirma. Inzwischen zählen zum Unternehmen auch ein Filmverleih und weitere Standorte in Berlin und Halle (Saale). NFP hat Fernsehfilme unterschiedlicher Genres sowie mehrere Fernsehserien und Reihen sowohl für die öffentlich-rechtlichen als auch die privaten Sendeanstalten produziert, unter anderem seit 1963 die Mainzelmännchen für das ZDF und von 1978 bis 1989 die WDR-Werbetrenner Ute, Schnute, Kasimir. Seit 2004 hat NFP* einen eigenen Filmverleih und bietet Marketingdienstleistungen im Filmsektor an.
Seit 1996 wird die NFP* (Stand: 2021) in zweiter Generation gemeinsam von den Brüdern Alexander Thies und Stefan Thies, den Söhnen von Franz Thies, geführt.

## Produktionen (Auswahl)
- seit 1963: Mainzelmännchen
- 1966: Förster Horn (Fernsehserie)
- 1978–1989: Ute, Schnute, Kasimir
- 1987–1996: Praxis Bülowbogen (Fernsehserie)

Drei Damen vom Grill
- 2000: Bonhoeffer – Die letzte Stufe
- 2000: Der gerechte Richter
- 2000: Alle Kinder brauchen Liebe
- 2003: Luther
- 2005: Luther – Sein Leben, Weg und Erbe
- 2007: Vorne ist verdammt weit weg
- 2009: Albert Schweitzer – Ein Leben für Afrika
- 2012: Mann tut was Mann kann
- 2012: Da muss Mann durch
- 2014: Besser als Nix
- 2016: Magnus – Der Mozart des Schachs
- 2017: Auf der anderen Seite ist das Gras viel grüner
- seit 2019: Erzgebirgskrimi (Fernsehreihe)
- seit 2020: Die Küstenpiloten (Fernsehreihe)
- 2020: Das Märchen vom goldenen Taler